# Отважный Ширак
«Отважный Ширак» — советский художественный детский музыкальный сказочный телефильм, снятый режиссёром Мукадасом Махмудовым в 1976 году на киностудии «Таджикфильм» на музыку Александра Зацепина. Премьера состоялась 22 июля 1977 года.

## Сюжет
Таджикские народные артисты и комедианты «Маскарабозы» приезжают в пионерский лагерь, для того чтобы дать представление, и разыгрывают для детей на летней эстраде музыкальную сказку о злых и хитрых разбойниках, пугающих мирных жителей страшным драконом, и храбром юноше по имени Ширак, который считает себя последователем Ходжи Насреддина. Шираку удаётся изгнать страх из жителей поселения и вместе победить разбойников.

## В ролях
| Актёр               | Роль                             |
| ------------------- | -------------------------------- |
| Сайдо Курбанов      | Ширак                            |
| Люция Рыскулова     | Зайнаб                           |
| Хуршед Ганиев       | Сезам — маг и волшебник-недоучка |
| Анвар Мансуров      | Хасан — атаман разбойников       |
| Махмуд Тахири       | чайханщик                        |
| В. Деменев          | лекарь                           |
| Георгий Строков     | судья                            |
| Гульсара Абдуллаева | Ойша - мать Зайнаб               |
| Саидмурад Марданов  | горожанин                        |

### Вокал
- Алла Пугачёва — Зайнаб / Сезам

«Полно вокруг мудрецов» (А. Зацепин — Л. Дербенёв)
«Друг друга мы нашли» (А. Зацепин — Л. Дербенёв) с А. Лерманом
(роль Люции Рыскуловой)
«Волшебник-недоучка» (А. Зацепин — Л. Дербенёв)
(роль Хуршеда Ганиева)
- Александр Барыкин
- Александр Лерман — в титрах Александр Сафиулин

Песни из телефильма вошли в первый альбом Аллы Пугачёвой «Зеркало души».

## Съёмочная группа
- Режиссёры: Мукадас Махмудов
- Сценаристы: Аркадий Инин
- Оператор: Заур Дахте
- Композитор: Александр Зацепин
- Художник: Владимир Мякота